# مقاطعة ريتشموند (كارولاينا الشمالية)
مقاطعة ريتشموند (بالإنجليزية: Richmond County)‏ هي إحدى مقاطعات ولاية كارولاينا الشمالية في الولايات المتحدة الأمريكية. مركز المقاطعة أو مقعدها هي مدينة روكنغهام. تأسست هذه المقاطعة سنة 1779.أصل هذه المقاطعة يأتي من: مقاطعة أنسون.

## أعلام
- توم مكينيس
- فيكتور بلو